# Jenna Jameson
Jenna Jameson, nome artístico de Jenna Marie Massoli (Las Vegas, 9 de abril de 1974), é uma empresária e ex-atriz de filmes pornográficos considerada a mais famosa intérprete de entretenimento adulto do mundo. Chamada de "The Queen of Porn" ("A Rainha do Pornô"), Jenna começou atuando em vídeos eróticos em 1993, após ter trabalhado como stripper e modelo. Ela já ganhou prêmios por mais de 20 vídeos adultos e foi premiada em ambos os hall da fama, tanto da X-Rated Critics Organization quanto da Adult Video News.
Jameson fundou a empresa de entretenimento adulto ClubJenna em 2000 com Jay Grdina, com quem ela mais tarde casou e do qual se divorciou. Inicialmente um único site, o negócio expandiu-se numa gestão de sites similares de outras estrelas e na produção de vídeos de sexo explícito em 2001. O seu filme Briana Loves Jenna, com Briana Banks, foi nomeado em 2003 pela AVN Award como como "melhor venda e melhor aluguel de título pornográfico" em 2002. Em 2005 o ClubJenna teve receitas de US$ 30 milhões, com lucros estimados de 15 milhões. A PlayboyTV hospeda o Jenna's American Sex Star, um reality show onde aspirantes a estrelas porno concorrem a um contrato com o ClubJenna.
Jameson também apareceu na cultura pop, começando com um papel menor no filme Private Parts de Howard Stern em 1997. Suas aparições no mainstream continuaram com aparições regulares noThe Howard Stern Show, passagens no programa Wild On! do canal E! Entertainment Television. Sua autobiografia de 2004, How to Make Love Like a Porn Star: A Cautionary Tale, passou seis semanas no The New York Times Best Seller list.

## Biografia

### Infância e adolescência
Jenna nasceu em Las Vegas, Nevada, a segunda criança de Lawrence Massoli e Brooke Judith Hunt. Seu pai é ítalo-americano, oficial de polícia e diretor de programas para a KSNV-DT. Sua mãe era uma dançarina de Las Vegas que dançou no Folies Bergère e no Tropicana Resort & Casino. Sua mãe morreu de melanoma em 20 de fevereiro de 1976, dois meses antes do segundo aniversário da filha. Os tratamentos contra o câncer faliram a família, que se mudou para o Arizona e depois para Montana. Geralmente viviam em um "Trailer home" e chegaram a morar com a avó paterna. Seu pai trabalhou principalmente no departamento de Las Vegas Metropolitan Police Department e ela ficava mais aos cuidados de seu irmão mais velho, Tony.
Ela era uma participante frequente em concursos de beleza enquanto criança e frequentou aulas de balé durante toda a sua infância.
Jameson escreve em sua autobiografia que, em outubro de 1990, enquanto a família estava morando em uma fazenda de gado em Fromberg, Montana, ela foi espancada com pedras e estuprada por quatro rapazes após um jogo de futebol na High School Fromberg. O incidente começou depois que ela pediu carona para casa, acreditando que iria ser levada para casa.
Ela disse que foi violentada pela segunda vez aos 16 anos por "Preacher", seu namorado Jack. Preacher negou que o estupro tenha ocorrido. e Jenna, ao invés de contar a seu pai, saiu de casa e foi morar com ele, no que foi seu primeiro relacionamento sério.
Jack era um artista tatuador e lhe deu o primeira de uma série de tatuagens, uma dos quais viria a ser sua marca registrada: dois corações em sua nádega direita. De acordo com E!, seu irmão Tony, que mais tarde se tornou dono de uma loja de tatuagens, acrescentou a inscrição "Heart Breaker".

### Início de carreira

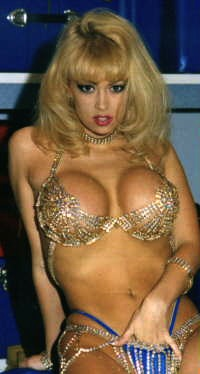
Imagem de início de carreira de Jameson.

Ela tentou seguir a carreira de sua mãe como uma dançarina em Las Vegas, mas a maioria rejeitou-a por não ter a altura típica de 1,73 cm.  Ela foi contratada no Disneyland Resort, mas saiu depois de dois meses afirmando que o cronograma foi brutal e que o dinheiro foi terrível.
Jack, seu namorado, então a incentivou a se candidatar a empregos como dançarina e em 1991, embora menor de idade, ela começou a dançar em clubes de strip de Las Vegas usando uma identificação falsa. Depois que ela foi rejeitada no clube de strip Crazy Horse Too por causa de sua ortodontia, ela retirou o aparelho com um alicate e acabou aceita. Após seis meses, ela começou a ganhar US$ 2 000 por noite, antes de se formar na Bonanza High School.
O nome dela, em sua primeira fase como dançarina, era "Jennasis", que mais tarde foi usado como o nome de um negócio que ela incorporou ("Killing Jennasis Co."). Ela escolheu o nome "Jenna Jameson" depois de percorrer a lista telefônica para encontrar um sobrenome que combinasse com seu primeiro nome.
Em 1991, ela posou nua para a fotógrafa Suze Randall em Los Angeles, com a intenção de entrar para a revista Penthouse. Depois que suas fotos tinham aparecido em várias revistas masculinas, sob diversos nomes, ela parou de trabalhar para Randall, por acreditar que Randall era um "tubarão" que tinha se aproveitado dela.
Enquanto estava na escola, ela começou a usar drogas - cocaína e metanfetaminas - acompanhada de seu irmão (que era viciado em heroína) e às vezes com o pai. Sua dependência se agravou durante seus quatro anos com o namorado. Ela finalmente parou de comer corretamente e se ficou muito magra para ser modelo. Jack a deixou em 1994. Na época ela pesava 76 libras, menos de 35 kg, quando uma amiga a colocou em uma cadeira de rodas e a mandou para o pai, que vivia então em Redding, Califórnia, a fim de que ela se desintoxicasse. Seu pai não a reconheceu quando ela desceu do avião.

## Carreira em filmes pornográficos

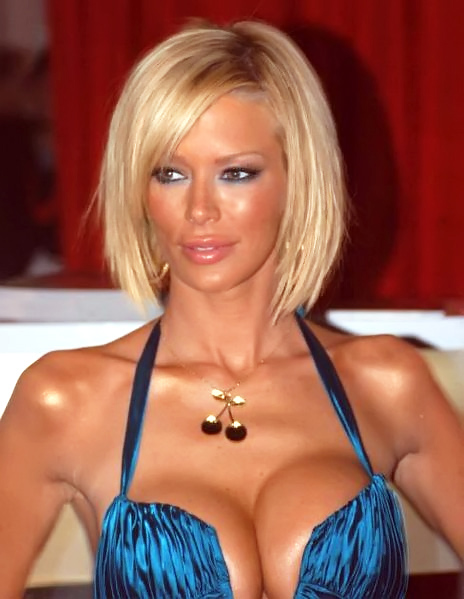
Jenna Jameson no AVN Adult Entertainment Expo em 12 de janeiro de 2007.

Jameson diz que começou a atuar em vídeos pornográficos em retaliação a infidelidade de seu namorado Jack. Ela apareceu pela primeira vez em um filme erótico em 1993, um filme soft core não-explícito de Andrew Blake com Nikki Tyler. Suas primeiras cenas de pornô foram filmadas por Randy West em 1994, na produção Up and Cummers 10 and Up and Cummers 11.
Jameson fez seus primeiros implantes mamários em 28 de julho de 1994 para melhorar suas "atuações" nos filmes. Em 2004 ela colocou novos implantes nos seios e fez um implante no queixo.
No início de sua carreira, ela prometeu a si mesma que jamais faria sexo anal ou cenas de dupla penetração. Em vez disso, sua "assinatura" foi o sexo oral, lubrificado com saliva. Ela também nunca fez qualquer cena de sexo interracial com homens. Quando questionada sobre este tema no The Howard Stern Show em 8 de fevereiro de 2008, ela disse que não tinha necessariamente uma oposição a fazê-lo.
Em 1994, depois de superar seu vício em drogas e ter passado várias semanas com o pai e a avó, Jameson se mudou para Los Angeles para morar com Nikki Tyler. Começou a modelar novamente e em 1995 recebeu a "bênção" de seu pai para iniciar uma carreira fora da pornografia. Seu primeiro filme  então foi Silk Stockings. Mais tarde, em 1995, a Wicked Pictures, uma empresa de pequena produção pornográfica, assinou um contrato de exclusividade com Jenna. Ela se lembra de dizer ao fundador da empresa, Steve Orenstein: "A coisa mais importante para mim agora é me tornar a maior estrela que a indústria já viu."
No contrato, Jameson ganharia US$ 6 000 por cada um dos oito filmes em seu primeiro ano. Seu primeiro filme com grande orçamento foi Blue Movie (1995), onde interpretou uma repórter que investigava um set de pornografia. O filme ganhou vários AVN Awards. Em 1996 Jameson ganhou os prêmios das três principais organizações da indústria pornográfica: o X-Rated Critics Organization, AVN Best New Starlet Award e Fans of X-Rated Entertainment. Ela foi a primeira artista a ganhar todos os três prêmios.
Em 2001 Jameson ganhava 60 mil dólares por um dia e meio de filmagem e US$ 8 000 por noite dançando em clubes de strip. Ela tentou restringir a carreira a cinco filmes por ano e duas semanas de dança por mês. Em 2004, seu marido Jay Grdina disse que ela ganhava US$ 25 000 por noite, dançando.
Desde novembro de 2005 ela é a anfitriã do Jenna's American Sex Star, da Playboy TV, onde aspirantes a estrelas pornô competem por um contrato com sua empresa, ClubJenna. As duas primeiras vencedoras foram Brea Bennett e Roxy Jezel.
Jenna também dirigiu alguns poucos filmes. No ano de 2002 foi eleita pela AVN "o segundo maior nome do pornô em todos os tempos", só perdendo para o ator Ron Jeremy.

## Vida após a carreira de atriz
Em 2006 ela conheceu o lutador de MMA (Artes Marciais Mistas) Tito Ortiz, com o qual teve filhos gêmeos em março de 2009. Em 2010 a imprensa reportou que ele havia agredido Jenna e dito que ela estaria usando drogas, o que ela negou.
Em 2017 ela teve uma filha com o então namorado Lior Bitton.
Em meados de 2019, após uma postagem em sua conta no Instagram, a imprensa noticiou sua luta contra a depressão, ansiedade, estresse pós-traumático e o excesso de peso.

## Jogos
Chamado de Virtually Jenna, é um videogame que transporta o nome e a imagem da atriz para o mundo dos games eróticos.
Ela também fez uma dublagem da personagem Candy Suxxx no jogo Grand Theft Auto: Vice City.

## Filmografia parcial
- Up And Cummers 11 (1994, 4-Play Video)
- Blue Movie (1995, Wicked Pictures)
- Wicked One (1995, Wicked Pictures)
- Jenna Loves Rocco (1996, Vivid)
- Conquest (1996, Wicked Pictures)
- Wicked Weapon (1997, Wicked Pictures / Vidéo Marc Dorcel)
- Satyr (1997, Wicked Pictures)
- Dangerous Tides (1998, Wicked Pictures)
- Flashpoint (1998, Wicked Pictures)
- Hell On Heels (1999, Wicked Pictures)
- Virtual Sex with Jenna Jameson (1999, Digital Playground FX)
- Dream Quest (2000, Wicked Pictures)
- Briana Loves Jenna (2001, Vivid / Club Jenna)
- I Dream of Jenna (2002, Vivid / Club Jenna)
- Bella Loves Jenna (2004, Vivid / Club Jenna)
- The Masseuse (2004, Vivid / Club Jenna)
- Krystal Method (2004, Vivid / Club Jenna)
- The New Devil in Miss Jones (2005, Vivid)
- Janine Loves Jenna (2006, Vivid / Club Jenna)
- Jenna Depraved (2006, Vivid / Club Jenna)
- Zombie Strippers (2008)

## Prêmios e indicações

### AVN (Adult Video News)
- 1996: Melhor Revelação
- 1996: Melhor Atriz - Video - Wicked One
- 1998: Melhor na Categoria "All-Girl Sex Scene" - Filme - Satyr - (ao lado de Missy)
- 2003: Melhor na Categoria "All-Girl Sex Scene" - Video - I Dream of Jenna - (ao lado de Autumn e Nikita Denise)
- 2005: Melhor Atriz - Filme - The Masseuse 5
- 2005: Melhor na Categoria "All-Girl Sex Scene" - Filme - The Masseuse 5 - (ao lado de Savanna Samson)
- 2005: Melhor na Categoria "Couple Sex Scene" - Filme - The Masseuse - (ao lado de Justin Sterling)
- 2006: Melhor na Categoria "Crossover Star of the Year"
- 2006: Melhor Atriz Coadjuvante - Filme - The New Devil in Miss Jones - Vivid Entertainment Group
- 2006:  Melhor na Categoria "All-Girl Sex Scene" - Filme - The New Devil in Miss Jones - Vivid Entertainment Group - (ao Lado de Savanna Samsom)
- 2006: Hall da Fama

### XRCO (X-Rated Critics Organization)
- 1995: Melhor Revelação
- 2003: Melhor na Categoria "Girl/Girl" - My Plaything - Jenna Jameson 2 - Digital Sin - (ao lado de Carmen Luvana)
- 2004: Indicada na Categoria "Group Single Performance Actress" - The Masseuse - Club Jenna/Vivid Entertainment
- 2004: Indicada na Categoria "Group Single Performance Actress"   - Bella Loves Jenna - Club Jenna/Vivid Entertainment
- 2004: Indicada na Categoria "Group Sex Scene Couple" - The Masseuse - Vivid Entertainment - (ao lado de Justin Sterling)
- 2004: Indicada na Categoria "Group Girl/Girl" - The Masseuse - Vivid Entertainment - (ao lado de Savanna Samson)
- 2004: Indicada na Categoria "Group Girl/Girl" - Bella Loves Jenna - Vivid Entertainment - (ao lado de Belladonna)
- 2004: Prêmio dividido na categoria "Mainstream's Adult Media Favorite" - Best-Selling autobiography: How To Make Love Like A Porn Star…
- 2005: Hall da Fama

### Hot D'Or (França)
- 1999 - Prêmio Honorário
- 1998 - Melhor atriz americana - Sexe de Feu, Coeur de Glace
- 1997 - Melhor atriz americana
- 1996 - Melhor atriz americana
- 1996 - Melhor revelação americana